# Pausa (Saxe)

Pausa  est une ancienne ville de Saxe (Allemagne), située dans l'arrondissement du Vogtland. Avec effet au 1er janvier 2013, elle a fusionné avec Mühltroff sous le nom de Pausa-Mühltroff.